# Muro de Luís XIII
O Muro de Luís XIII, Muralha de Luís XIII ou Recinto de Luís XIII (Enceinte de Louis XIII), também chamado Muro das Fossas Amarelas (Enceinte des Fossés Jaunes), é um sistema de fortificação urbana construído em Paris no final do século XVI. Veio ampliar para oeste o espaço urbano parisiense cercado desde o século XIV pelo Muro de Carlos V. Foi destruído na segunda parte do século XVII. Os atuais Grands Boulevards, Boulevards de la Madeleine, des Capucines, des Italiens, Montmartre, Poissonnière estão dispostos ao norte de sua localização.

## História

### Construção
Em 1566, devido às guerras religiosas, à proximidade da fronteira (apenas 150 km a norte) e aos avanços da artilharia, a defesa do lado ocidental começou a ser melhorada, com a construção de uma linha de seis baluartes, a um quilómetro de frente ao Muro de Carlos V, incorporando em Paris as Tulherias, bem como o então chamado Faubourg Saint-Honoré (a paróquia de São Roque), o Faubourg Montmartre (o atual Quartier de la Bourse) e a Butte-aux-Gravois.
Este quinto recinto é às vezes chamado de "Muro das Fosses Amarelas" (de acordo com a cor do lodo visível após as terraplenagens).
A construção desta muralha levou à destruição em 1633 da parte ocidental do recinto de Carlos V, que ficou sem uso militar entre o Sena (aproximadamente ao nível da Pont du Carrousel) e a Porte Saint-Denis para facilitar a urbanização da área o espaço entre os 2 recintos, em particular a construção do Palais-Royal e a subdivisão do distrito de Richelieu. A parte oriental do recinto de Carlos V entre a Porte Saint-Denis, a Bastilha e o Arsenal foi mantida e reforçada pela construção de baluartes. De 1630 a 1635, em preparação para a intervenção francesa na Guerra dos Trinta Anos, o Cardeal de Richelieu mandou reforçar os baluartes e fortificar as portas, segundo planos de Jacques Lemercier. Em 1645, uma posterna foi construída no Chemin des Poissonniers (Poterne de la Poisonnerie, renomeada Porte Sainte-Anne em 1685).

### Destruição
Tendo as conquistas do início do reinado de Luís XIV recuado as fronteiras do reino, o rei, lembrando a resistência da cidade durante a Fronda e querendo embelezar sua cidade principal, adotou a proposta de Colbert de arrasar as fortificações de Paris.
As encostas e valas das muralhas foram destruídas de 1668 a 1705 e uma larga avenida de terra batida ladeada de ulmeiros, o "Novo-curso", os atuais grands boulevards foram criados ao norte do antigo recinto das Fossas Amarelas da Place de la Madeleine ao Boulevard Poissonnière. Do Boulevard de Bonne-Nouvelle à Bastilha, o arco dos grands boulevards está disposto no local da parte do recinto de Carlos V que foi mantido após 1633.
As portas foram arrasadas: Saint-Denis em 1671, substituída por um arco triunfal para a glória do rei, Montmartre, Gaillon em 1690, Richelieu em 1701, Saint-Anne em 1715, de la Conférence em 1730, Saint-Honoré em 1733. Todos esses portões, com exceção de Saint-Denis, foram posteriormente destruídos.
Os vestígios deste muro são raros porque o seu traçado nas traseiras dos boulevards está inserido na urbanização deste espaço, dos hôtels particuliers e do convento dos Capucines.

## Vestígio
O recinto partia do Sena e ligava-se ao recinto de Carlos V a oeste da Porte Saint-Denis. O curso do talude desta frente abaluartada corresponde à borda leste da Place de la Concorde, onde a base da parede envolvente do Jardim das Tulherias é a do antigo bastião das Tulherias, depois aproximadamente à Rue Royale, depois se afasta de 100 a 200 metros ao sul dos boulevards de la Madeleine, des Capucines, des Italiens, Montmartre e Poissonnière e se junta ao boulevard de Bonne-Nouvelle criado em um de seus bastiões.

## Portas
| Sobrenome                                     | Localização | Imagem |
| --------------------------------------------- | --- | ------ |
| Porte de la Conférence                        | Quai des Tuileries |        |
| Porte Saint Honoré                            | Até números 422 e 281 rue Saint-Honoré, pouco antes do cruzamento com rue Royale |        |
| Porte Gaillon                                 | Rue de La Michodière. Sua construção foi iniciada em 1645, mas nunca foi concluída. |        |
| Porte Richelieu                               | Entre a rue Saint-Augustin e a rue Neuve-des-Fossés-Montmartre (atual rue Feydeau), e mais precisamente entre a rue de la Bourse e a rue du Quatre-Septembre, que atualmente não existem |        |
| Porte de Montmartre                           | Até os números 158 e 160 rue Montmartre, no cruzamento com a rue des Jeûneurs |        |
| Poterne des Poissonières ou Porte Sainte-Anne | Rue Poissonnière, ao nível da rue de la Lune inaugurado em 1646 |        |

Predefinição:KML

## Fortalezas
O recinto compreendia 6 baluartes numerados desde o das Tulherias para o leste até o baluarte 6 do outeiro de Bonne Nouvelle, a parte do recinto de Carlos V mantida em sua antiga localização compreendendo 8 do bastião 7 da Porte Saint-Martin como até o bastião 14 do Tour de Billy na localização do extremo sudoeste do atual Bassin de l'Arsenal. Estes baluartes foram criados ou reforçados durante os dois períodos de beneficiação do complexo fortificado de 1553 a 1660 e depois por volta de 1631-1641  . Ao contrário dos baluartes 6 a 11 estabelecidos em montículos preexistentes que dominam o terreno circundante, os baluartes 1 a 5 foram construídos de raiz o suficiente para escapar ao fogo direto.
O bastião das Tulherias, que protegia o Palácio das Tulherias, localizava-se ao sul do Jardim das Tulherias. Foi o primeiro construído com uma primeira pedra colocada em 1566 pelo rei Carlos IX acompanhado de sua mãe. A parede de sua primeira face mais próxima ao Sena descoberta em 2003-2004 sob a Orangerie é um dos raros vestígios do recinto com elementos de sua segunda face reaproveitados no muro de contenção do terraço Jeu de Paume.
O bastião Saint-Honoré, bastião 2, estava em construção em 1585. Seu flanco sul estava localizado no pequeno jardim nas traseiras da rue Saint-Honoré 277, seu ponto no meio da rue Royale na entrada da Place de la Madeleine. Uma seção de 4 metros de parede foi descoberta no porão do nº 39 rue Cambon, onde é exibido.
Bastiões 3 a 6 foram construídos depois de 1590, mas aparecem no plano Quesnel de 1609.
O bastião Vendôme ficava entre o Boulevard des Capucines e a Rue des Capucines a oeste, e a Rue Louis-le-Grand a leste. Não há vestígios. A cortina que a ligava ao baluarte 4 seguia paralela, cerca de quarenta metros a norte, à Rue Saint-Augustin, que corria ao longo do passeio da muralha interior.
O bastião menor de Gramont foi incluído em um local entre a atual Rue de Gramont e a Rue de Richelieu, em frente à Rue Saint-Augustin.
O bastião de Saint-Fiacre estava localizado ao norte da Rue des Jeûneurs, entre a Rue Montmartre e a rue du Sentier.
O bastião da Butte de Bonne-Nouvelle fazia a ligação com o recinto de Carlos V no local do actual bairro de Bonne-Nouvelle. Está estabelecido numa estrada ou depósito de entulho, que lhe deu o nome de "Villeneuve-sur-Gravois". Sua ponta norte estava localizada na esquina da rue d'Hauteville. Suas laterais não eram de alvenaria. Seu saliente foi nivelado em 1709 para a passagem do Boulevard de Bonne-Nouvelle. O ângulo obtuso nos números 42 e 44 do boulevard traz sua marca.

## Expansão urbana induzida pelo Muro das Fossas Amarelas
A criação do recinto dos Fossés Jaunes a partir de 1556, a continuação da sua construção a partir de 1630 conduzindo à remoção da antiga muralha de Carlos V, seguida da sua substituição após 1670 pelo Campo Novo situado em frente à muralha acompanham a ampliação do cidade para o oeste da margem direita.

### Em meados doséculo XVIantes da construção do muro
No início da sua construção a partir de 1566, a nova muralha incluía três pequenas aglomerações.

#### Saint-Honoré
O faubourg que se desenvolveu além da antiga Porte Saint-Honoré do recinto de Carlos V ao longo da rua que leva a Neuilly e Nanterre e Rue d'Argenteuil, ao sul da Rue du Faubourg Saint-Honoré perto da muralha em direção ao Sena, o Hôtel des Tuileries e vários propriedades. Em 1521, uma capela dedicada a Santa Suzana foi construída no local da atual igreja de Saint-Roch. Em 1560, Catarina de Médici comprou o Hôtel des Tuileries e as propriedades vizinhas, que ela havia destruído para construir o palácio e desenvolver os jardins das Tulherias.

#### Villeneuve-sur-Gravois
As primeiras casas da cidade de Villeneuve-sur-Gravois foram construídas em 1536 ao lado do Butte des Gravois, que fazia parte do domínio das Filhas de Deus cuja Abadia estava localizada dentro do recinto de Carlos V. no local das atuais ruas rue du Caire e rue d'Alexandrie. Estas casas foram demolidas em 1544 durante a ameaça de um cerco de Paris pelas tropas de Carlos V. Esta aglomeração é reconstruída na parte inferior ou na lateral com uma capela dependente da Paróquia de Saint-Laurent construída em 1551. Foi decidido em 1563 incluir o montículo dentro da muralha planejada. Um subúrbio também se desenvolveu além do Portão de Montmartre, visível nos planos de Truschet-Hoyau e Saint-Victor de 1550. Essas construções estavam localizadas no local da atual rue Paul-Lelong (antigo pequeno caminho gramado), Léon Cladel, du Croissant e Saint-Joseph.

#### O território entre o Faubourg Montmartre e o bairro Saint-Roch
O espaço escassamente construído entre estes 3 núcleos urbanizados incluía duas eminências próximas encimadas por moinhos, a Butte des Moulins e a Butte Saint-Roch em um local entre a atual avenue de l'Opéra, rue des Petits-Champs, rue Sainte-Anne e rue Thérèse e um mercado de porcos e depois cavalos entre esses montes e a Porte Saint-Honoré.

### Do início da construção do recinto à demolição do recinto de Carlos V (de 1556 a 1630)
La Villeneuve-sur-Gravois e os moinhos instalados no topo da colina foram novamente destruídos durante o cerco de Paris por Henrique IV em maio de 1591. O topo da colina foi novamente reconstruído em torno da rue de Beauregard a partir de 1620.
Os conventos se instalaram em torno da rue Saint-Honoré, os Capuchinhos em 1576, os Feuillants em 1587, os Capuchinhos de 1604 a 1606, os Jacobinos em 1611, as Filhas da Assunção em 1623. O convento dos Padres Pequenos foi fundado na rue Notre-Dame des Victoires em 1628. A Rue Saint-Honoré, o Hôtel du Perron, que passou a ser propriedade de César de Vendôme, que lhe deu o nome, foi reconstruído.
O território entre o Faubourg Montmartre e o bairro de Saint-Roch permanece pouco construído que aparece no plano de Paris de Quesnel de 1609.

### A criação do distrito de Richelieu (1630-1670)
Richelieu comprou em 1624, pouco antes de ser nomeado ministro de Luís XIII, duas propriedades próximas às muralhas de Carlos V, o Hôtel d'Angennes e o vizinho Hôtel d'Armagnac, para torná-los sua residência. Nomeado em 1631 diretor geral das fortificações, encarregou-se da demolição da muralha de Carlos V e da conclusão do recinto dos fossos Amarelos. Esta obra é confiada por contrato assinado em 9 de outubro de 1631 a Pierre Pidou, secretário da Câmara do Rei e primeiro escrivão de Louis Le Barbier que obtém o direito de subdividir a terra entre os dois recintos. O Palácio Cardeal com um grande jardim foi criado no local dos hotéis de Angennes e Armagnac, da muralha demolida e no terreno das traseiras, ou seja, um quadrilátero de metro  por metro. As terras vizinhas são divididas em 45 lotes, 42 dos quais são entregues a Louis Le Barbier em caráter resgatável por contrato datado de 17 de março de 1636.
Este loteamento em que as ruas foram abertas em um plano ortogonal em torno de dois eixos, rue de Richelieu e rue Neuve des Petits-Champs (agora rue des Petits-Champs) até rue Gaillon, e estradas paralelas, rue Vivienne, Rue Sainte-Anne na o Butte des Moulins, Neuve-Saint-Augustin tornou-se um bairro de notáveis onde uma classe privilegiada construiu seus hotéis , 40 % de pessoas financeiras e agricultores em geral se estabeleceram lá. Lá também foram estabelecidos conventos, as Filles Saint-Thomas em 1639 no local da atual Bolsa, as Nouvelles Catholiques em 1672 rue Sainte-Anne.
Os montículos de Moulins e Saint-Roch foram parcialmente aterrados por volta de 1640 com a destruição dos casebres e moinhos aí instalados. As ruas traçam-se ali num traçado mais irregular que o da rede em torno do Palais Royal. Esses empreendimentos aumentaram dez vezes o valor das terras, para grande surpresa dos modestos jardineiros que as possuíam sem ter condições de construir ali casas, como indica um ato de 1637: « porque neste momento há muitas pessoas que querem construir estes lugares por causa do novo recinto, e que os suplicantes não têm os meios do seu chefe para lá fazerem construir, apresentou-se o nobre Gilbert Thoniers, conselheiro do Rei e Comissário das guerras, que fez uma oferta… para comprar a terra ». A terra foi subdividida por Michel Villedo, Simon Delespine, Michel Noblet, Charles Béchameil e Jean Monicault.

### Remoção do Muro das Fossas Amarelas e desenvolvimento do "Nouveau Cours" (de 1670 ao início doséculo XVIII)
Luís XIV decidiu em 1670 fazer de Paris uma cidade aberta e construir uma ampla estrada arborizada, os atuais grands boulevards, no lugar das antigas fortificações. A parte deste Novo curso correspondente aos atuais boulevards de la Madeleine, des Capucines, des Italiens, Montmartre e Poissonnière é desenhado em frente ao antigo recinto dos Fossés Jaunes que é gradualmente arrasado, sendo a Porte de Richelieu destruída em 1701, liberando espaço para novas construções. Mansões particulares foram construídas, notadamente o Hotel de Choiseul, o Hotel de Ménars, o Hotel de Loges, o Hotel de Grammont, o Hotel d'Uzès. . Esta substituição da muralha é acompanhada por grandes projetos de planejamento urbano, em particular a criação da Place des Victoires e da Place Vendôme no local do Hôtel de Luxembourg e o Couvent des Capucines deslocado para a borda da atual avenida Capucines e construção de mansões atrás das fachadas. Novas vias foram abertas, rue Louis-le-Grand, rue des Capucines, extensão da rue des Petits-Champs a oeste da rue Gaillon.